# خالص (اسم)
خالص هو اسم علم مذكر من أصل عربي، ومعناه هو صار خالصًا صافيًا.

## شخصيات تحمل الاسم
- خالص أوزكاهيا (30 مايو 1980 – )
- خالص جلبي (1945 – )
- خالص عزمي (1932-2011)

## وصلات خارجية
- موسوعة السلطان قابوس لأسماء العرب نسخة محفوظة 5 أبريل 2019 على موقع واي باك مشين.